# CCC Sprandi Polkowice/2016
Deze pagina geeft een overzicht van de CCC Sprandi Polkowice-wielerploeg in 2016. 

## Algemene gegevens
Algemeen manager: Robert Krajewski
Ploegleiders: Piotr Wadecki, Gabriele Missaglia, Slawomir Blaszczyk, Tomasz Brożyna
Fietsmerk: Guerciotti
Kopman: Maciej Paterski

## Transfers
| Inkomend            | Team 2015                    | Uitgaand               | Team 2016          |
| ------------------- | ---------------------------- | ---------------------- | ------------------ |
| Simone Ponzi        | Southeast                    | Grega Bole             | Nippo-Vini Fantini |
| Víctor de la Parte  | Team Vorarlberg              | Stefan Schumacher      | Christina Jewelry  |
| Felix Großschartner | Team Felbermayr-Simplon Wels | Marek Rutkiewicz       | Wibatech Fuji      |
| Marcin Mrożek       | Onbekend                     | Christian Delle Stelle | Onbekend           |
| Alan Banaszek       | Onbekend                     |                        |                    |

## Renners
| Naam                   | Geboortedatum | Nationaliteit | Ploeg 2015                   |
| ---------------------- | ------------- | ------------- | ---------------------------- |
| Alan Banaszek          | 30-10-1997    | Polen         | Onbekend                     |
| Piotr Brożyna          | 17-02-1995    | Polen         |                              |
| Josef Černý            | 11-05-1993    | Tsjechië      |                              |
| Víctor de la Parte     | 22-06-1986    | Spanje        | Team Vorarlberg              |
| Felix Großschartner    | 23-12-1993    | Oostenrijk    | Team Felbermayr-Simplon Wels |
| Jan Hirt               | 21-01-1991    | Tsjechië      |                              |
| Adrian Honkisz         | 27-02-1988    | Polen         |                              |
| Jakub Kaczmarek        | 27-09-1993    | Polen         |                              |
| Tomasz Kiendys         | 23-06-1977    | Polen         |                              |
| Adrian Kurek           | 29-03-1988    | Polen         |                              |
| Eryk Latoń             | 22-08-1993    | Polen         |                              |
| Kamil Małecki          | 02-01-1996    | Polen         |                              |
| Jarosław Marycz        | 17-04-1987    | Polen         |                              |
| Bartłomiej Matysiak    | 11-09-1984    | Polen         |                              |
| (ITT) Nikolay Mihaylov | 08-04-1988    | Bulgarije     |                              |
| Marcin Mrożek          | 26-02-1990    | Polen         | Onbekend                     |
| Łukasz Owsian          | 24-02-1990    | Polen         |                              |
| Michał Paluta          | 14-10-1995    | Polen         |                              |
| Maciej Paterski        | 12-09-1986    | Polen         |                              |
| Leszek Pluciński       | 03-06-1990    | Polen         |                              |
| Simone Ponzi           | 17-01-1987    | Italië        | Southeast                    |
| Davide Rebellin        | 09-08-1971    | Italië        |                              |
| Branislaw Samojlaw     | 25-05-1985    | Wit-Rusland   |                              |
| Grzegorz Stępniak      | 24-03-1989    | Polen         |                              |
| Patryk Stosz           | 15-07-1994    | Polen         |                              |
| Sylwester Szmyd        | 02-03-1978    | Polen         |                              |
| Mateusz Taciak         | 19-06-1984    | Polen         |                              |

## Overwinningen
Carpathian Couriers Race
1e etappe: Alan Banaszek
2e etappe: Michał Paluta
Visegrad 4 Bicycle Race
Winnaar: Łukasz Owsian
Bałtyk-Karkonosze-Tour
5e etappe deel A: Mateusz Taciak (ITT)
5e etappe deel B: Maciej Paterski
Eindklassement: Mateusz Taciak
Ronde van Estland
1e etappe: Grzegorz Stępniak
Eindklassement: Grzegorz Stępniak
Ronde van Małopolska
Eindklassement: Mateusz Taciak
Ronde van Oostenrijk
4e etappe: Jan Hirt
Eindklassement: Jan Hirt
Sibiu Cycling Tour
2e etappe: Nikolaj Michajlov
Eindklassement: Nikolaj Michajlov
Ronde van Mazovië
3e etappe: Tomasz Kiendyś
2000 · 2001 · 2002 · 2003 · 2004 · 2005 · 2006 · 2007 · 2008 · 2009 · 2010 · 2011 · 2012 · 2013 · 2014 · 2015 · 2016 · 2017 · 2018 · 2019 · 2020